# Henry Spiess
Henry Spiess, född den 12 juni 1876 i Genève, död den 27 januari 1940, var en schweizisk skald. 
Spiess, som skrev på franska, gjorde sig känd som en fantasifull, traditionalistisk lyriker (Rimes d'audience, 1903, Le silence des heures, 1905, L'amour offensé, 1917, med flera diktsamlingar).